# You Shook Me All Night Long
Singles de AC/DC
Touch Too Much Hells Bells
Pistes de Back in Black
Back in Black Have a Drink on Me
You Shook Me All Night Long est un morceau de hard rock du groupe australien AC/DC qui figure sur l'album Back in Black. Le morceau est devenu un grand classique et est depuis repris dans quasiment tous leurs concerts. Cette chanson parle d'une folle nuit d'amour avec une femme.
Cette chanson est sortie en single en août 1980 et fut le premier single d'AC/DC avec Brian Johnson.
La chanson est également présente dans l'album Who Made Who, qui est la bande originale du film Maximum Overdrive sorti en 1986. La même année, le groupe sort un nouveau single ainsi qu'un nouveau clip. Ce nouveau single a pour face B She's Got Balls (Live, Bondi Lifesaver '77) ainsi que You Shook Me All Night Long (Live '83) dans la version maxi-single.
Le clip original est présent sur le DVD Family Jewels 3 du coffret Backtracks et le clip de 1986 est présent sur le double DVD Family Jewels.

## Reprises et parodies
- 1982 - On peut entendre un court extrait de cette chanson sur le titre Ce soir est ce soir de Téléphone sur l'album Dure Limite.
- 1983 - Le groupe américain de musique de danse Slingshot (en) enregistra une version électronique de la chanson[1],[2]
- 2000 - Kid Rock et Phish reprirent cette chanson à Las Vegas.
- 2001 - Le groupe chrétien parodique ApologetiX réécrivit les paroles de la chanson pour être au sujet de Adam et Ève, et intitulèrent cette reprise You Booked Me, présente dans l'album Keep the Change.
- 2001 - Hayseed Dixie reprend cette chanson pour l'album A Hillbilly Tribute to AC/DC.
- 2002 - Céline Dion et Anastacia reprirent cette chanson au concert de l'émission VH1 Divas à Las Vegas. Bien qu'elle ne fut pas réalisée en single, certaines chaines de radio ont passé la chanson. Elle fut classée #16 dans les charts de radio hongroises, #22 dans les charts de radio belges partie Wallonie, #122 dans les charts de radio belges partie flamandes et #3 dans la liste des pires moments du Metal de VH1[3]. Le magazine Total Guitar la nomma pire reprise[4].
- 2004 - Shania Twain (l'ancienne femme de Mutt Lange) reprit également la chanson pour son DVD Up! Close and Personal.
- 2005 - Harem Scarem a fait une version metal de la chanson sur la version japonaise de Overload.
- 2005 - Kenny Chesney chanta la chanson en duet avec Gretchen Wilson dans le cadre du rappel pendant sa tournée "Somewhere in the Sun".
- 2006 - Kelly Clarkson reprit cette chanson deux fois pendant sa tournée européenne "Hazel Eyes" . La chanson fut jouée et connue parmi les fans comme intro avant son entrée en scène pendant ses tournées "Breakaway" en 2004-2005, "Hazel Eyes" américaine en 2005, "Hazel Eyes" européenne en 2006, "Addicted" américaine en été 2006, et "All I Ever Wanted Summer Fair" en 2009.
- 2006 - Bonde Do Role fit une version mash-up de cette chanson et de Funky Cold Medina par Tone Loc, avec un style rap favela.
- 2007 - Big and Rich enregistra une version Country néo traditionnelle de la chanson pour leur album Between Raising Hell and Amazing Grace. Cette reprise entra dans les charts du Hot Country Songs du Billboard à la 59e position.
- 2008 - The Lost Fingers reprirent cette chanson sur leur album Lost in the 80s dans un style Gypsy Jazz.
- 2008 - Timo Räisänen a repris cette chanson sur son album ...And Then There Was Timo.
- 2009 - La chanteuse australienne Natalie D-Napoleon reprit cette chanson sur son enregistrement "Here In California".
- 2009 - Le chanteur américain parodique Richard Cheese et son groupe ont repris cette chanson pour leur album Viva La Vodka, sorti en 2009.
- 2015 : Elle est reprise en version bluegrass par le groupe Steve 'N' Seagulls sur leur album Farm Machine.

Reprises Live :
- Tori Amos a repris plusieurs fois la chanson en live.
- Moxy Fruvous a fréquemment joué une version polka de la chanson en live.
- Melissa Etheridge joua cette chanson en live.

Mix :
- Il existe une chanson intitulé Shook Me All Night Long (Dance Mix) qui peut être trouvée sur LimeWire. Cette chanson est un mix de You Shook Me All Night Long, Sweet Child O'Mine et Welcome to the Jungle (toutes deux de Guns N' Roses), You Give Love a Bad Name de Bon Jovi, Photograph de Def Leppard, Jump de Van Halen, Enter Sandman de Metallica, et Smells Like Teen Spirit de Nirvana.
- La chanson a été mixée avec la chanson My Humps de The Black Eyed Peas sous le nom You Humped Me All Night Long.